# Forenzična lingvistika
Forenzična lingvistika je veja uporabnega jezikoslovja, ki deluje v okviru pravnih in kriminalnih postopkov ter k forenzičnim raziskavam pripomore s podrobno analizo besedil. V sklopu forenzične lingvistike so lahko obravnavane vse oblike besedil, ki imajo kakršnokoli pravno ali kazensko ozadje.
- razumevanje jezika v pisanem pravu
- razumevanje jezika v forenzičnih in sodnih procesih, in
- predložitev lingvističnih dokazov

## Zgodovina[3]
Izraz »forenzična lingvistika« je prvič uporabil profesor lingvistike Jan Svartvik v delu The Evans Statement: A Case for Forensic Linguistics, objavljenem leta 1968. V njem je analiziral domnevne izjave Timothyja Evansa o smrti njegove žene in hčerke ter posledično ugotovil, da so obremenilni deli izjave gramatično drugačni od preostanka besedila. Evans je bil leta 1950 po krivem usmrčen, njegova smrt pa je dala Veliki Britaniji povod za ukinitev smrtne kazni.
Forenzična lingvistika se ne uporablja samo za odkrivanje krivde, ampak tudi za zaščito nedolžnih. Let 1963 je bil v ZDA Ernesto Miranda obtožen ropa. Izkazalo se je, da Miranda o pravicah molka in zagovora ni bil obveščen, kar je sprožilo nastanek t. i. Mirande.
Od leta 2000 naprej se je forenzična lingvistika kot posledica razvoja znanstvene metodologije in povečanja števila lingvistov začela uveljavljati tako na znanstvenem področju kot v očeh javnosti. Razvoj vede je še dodatno pospešila ustanovitev organizacij International Association of Forensic Linguists in International Association for Forensic Phonetics and Acoustics, ter nastanek publikacije Forensic Linguistics (sedaj The International Journal of Speech, Language and the Law), ki je začela izhajati leta 1994.

## Področja
Razpon tem znotraj forenzične lingvistike je različen, vendar se raziskave pojavljajo v naslednjih področjih:

### Jezik pravnih besedil
Študija jezika v pravnih besedilih vsebuje velik razpon forenzičnih besedil. To vključuje študijo tipov besedil ter analizo sestave. Katerokoli besedilo ali govorjeni jezik, ki se pojavlja v pravnem ali kazenskem kontekstu, je lahko potencialno forenzično besedilo. Taka besedila so lahko parlametnarni zakoni, oporoke, statuti, itd.

### Jezik v pravnih postopkih
Poleg drugih stvari, to področje preučuje jezik, ki je uporabljen pri križnem izpraševanju na sodišču, predstavljanje dokazov, policijska opozorila, policijska pričanja na sodiščih, tehnike intervjujev, izpraševalski proces na sodiščih in ostala področja kot so policijsko izpraševanje.

## Tipi forenzičnih besedil

### Klic v sili
Pri klicih v sili je zelo pomembna sposobnost prejemnika sporočila, da izlušči informacije ter, da v pravšnjem času ponudi pravi odgovor. Za analizo so pomembni še intonacija ter višina glasu.

### Zahteva po odkupnini in druga grozilne komunikacije
Grožnja je nasprotno od obljube in je pomemben element pri zahtevah po odkupnini. Zahteve po odkupnini se podrobno pregleda, da se ugotovi, ali so pristne ali lažne. 

### Poslovilna pisma ali pisma samomorilcev
Poslovilno pismo je po navadi kratko in jedrnato. Pristno samomorilsko pismo je tematsko, namenjeno naslovniku ali naslovnici in je relevanten pri odnosu med njima. Poleg tega imajo še stavke, ki namigujejo, da si bo oseba vzela življenje ali pa razkrije metodo samomora. Vsebina pisma je lahko napisana z namenom, da pri naslovniku vzbudi občutke krivde ali trpljenja. Dolžina poslovilnega pisma je po navadi kratka, po navadi niso daljša od 300 besed.

## Razdelitev[1][3]
- akustična fonetika: uporablja razločevanje značilnosti glasov za identifikacijo govorca
- analiza diskurza: je pristop za analizo pisnega, govorjenega ali znakovnega jezika
- avditivna fonetika: identifikacija in razlikovanje glasov
- forenzična fonetika: razjasnjevanje spornih vsebin v posnetkih ter proces nastavitve glasovnih linij. Velja stog etični kodeks glede identifikacije govorca — forenzični fonetik ne more nikoli brezdvomno identificirati neznanega govorca, temveč lahko analizira le njegove govorne značilnosti in ponudi mnenje glede na poslušano.
- forenzična semantika: je pomembna v zakonodaji, kjer ima interpretacija besed in besednih zvez velik pomen
- forenzična pragmatika: se v sodnih procesih uveljavlja pri analizi groženj, priznanj, zanikanj in podobnih dejanj; upošteva kontekst, v katerem se beseda ali besedna zveza pojavi ter kako vpliva na njen pomen
- forenzična psiholingvistika: ugotavlja posameznikove osebnostne značilnosti na podlagi analize napisanega besedila
- forenzična sociolingvistika: preučuje vpliv različnih družbenih dejavnikov (norme, kultura, pričakovanja) na uporabo jezika
- forenzična stilistika: preučuje posameznikov slog oz. stil zapisa
- prevajanje pisnih dokumentov
- tolmačenje govornega jezika

## Primeri

### Analiza izsiljevalnega pisma[5]
Roger Shuy za mnoge velja kot pionir forenzične lingvistike. Na začetku njegove kariere je do njega pristopila policija iz Illinoisa in prosila za njegovo pomoč pri znanem primeru ugrabitev. V pismu je takoj izpostavil dva stavka: »No kops! Come alone!!« in »Put it in the green trash kan on the devil strip at the corner 18th and Carlson«.
Shuy je po analizi policiste vprašal, če je kateri izmed osumljencev izobražen moški iz mesta Akron v Ohiu čemur so priterdili. Shuy je razložil, da je bil napačen zapis nekaterih besed (k namesto c v »can« in »cops«) po vsej verjetnosti nameren, saj je osumljenec želel delovati nepismen. Napačen zapis se v besedilu ni pojavljal konsistentno, prav tako pa je Shuy izpostavil, da je travnata površina med pločnikom in ulico (v angleščini »tree belt«, »tree lawn« ali »sidewalk buffer«) znana kot »devil strip« le v Akronu, Ohio.

### Umor Jenny Nicholl[6]
David Hodgson, star 47 let, se je videval z devetnajstletno prodajalko Jenny Nicholl že od njenega 14 leta. 30. junija leta 2005 se je Nicholl odpravila prespat k prijateljici. Naslednji dan ni prišla v službo, policija pa jo je razglasila kot pogrešano 4. julija. Čez nekaj dni so Nichollini prijatelji in njen oče prejeli SMS-sporočilo poslano iz njenega telefona, kar je policija vzela kot znak da je Nicholl še vedno živa.
Ker se sporočila niso ujemala z njenim stilom pisanja, je policija posumila, da je resničen avtor sporočil Hodgson, in je za pomoč pri analizi transkriptov zaprosila forenzičnega lingvista Malcolma Coultharda. Analiza besedila je potrdila, da so se med poslanimi sporočili pojavile številne razlike (razlike med besedami, kletvice, osebni zaimki …)
Celotna preiskava je trajala tri leta, 19. februarja 2008 pa je Hodgson po štirih tednih sojenja končno priznal krivdo za Nichollin umor in bil obsojen na doživljenjsko zaporno kazen.